# Emmesomyia rufonigra
Emmesomyia rufonigra este o specie de muște din genul Emmesomyia, familia Anthomyiidae, descrisă de Willi Hennig în anul 1952. Conform Catalogue of Life specia Emmesomyia rufonigra nu are subspecii cunoscute.